# Cerastium parvipetalum
Cerastium parvipetalum là loài thực vật có hoa thuộc họ Cẩm chướng. Loài này được Hosok. mô tả khoa học đầu tiên năm 1932.